# 松永伍一
松永 伍一（まつなが ごいち、1930年4月22日 - 2008年3月3日）は、日本の詩人、文学・美術関係の評論家、作家。

## 来歴・人物
福岡県大木町出身。福岡県立八女高等学校卒。詩人の丸山豊と出会い、詩誌「母音」に参加した。中学教師を経て、1957年に上京して文筆活動に入る。1955年に詩集を刊行し、農民や切支丹、落人などの敗者や弱者への共感を叙情的に歌い上げる作風で知られる。このほか、児童文学、美術関係の評論、いわさきちひろの画集編纂、五木寛之との対談、小説など多岐にわたる著述を残した。子守歌の研究でも知られた。1970年『日本農民詩史』で毎日出版文化賞特別賞を受賞した。
2008年3月3日午前0時7分、心不全のため東京都練馬区の病院で死去。77歳没。墓所は西東京市ひばりが丘の東本願寺ひばりが丘別院。

## 著書
- 草の城壁 詩集 母音社 1955
- くまそ唄 詩集 国文社 1959
- 陽気な農民たち 未來社 1962
- 日本の子守唄 民俗学的アプローチ 紀伊国屋新書 1964 のち角川文庫
- 日本人の愛の唄 新興出版社 1964
- 望郷の詩 大和書房 1964
- 落人 人物往来社 1965
- 日本のナショナリズム 九州山脈にその源流を探る 大和書房 1965
- 底辺の美学 民衆の創造的エネルギーとその矛盾 大和書房 1966
- 若い手紙 新興出版社 1966
- 日本農民詩史 全5巻 法政大学出版局 1967－70
- 荘厳なる詩祭 死を賭けた青春の群像 徳間書店 1967
- ひこ山のおに さ・え・ら書房 1970
- うたの思想 定本 唄の救い・歌への挑戦 新人物往来社 1970
- 土着の仮面劇 田畑書店 1970
- 土塊のうた 新潮社 1970
- 一揆論 情念の叛乱と回路 大和書房 1971 のち講談社文庫
- 原初の闇へ 春秋社 1971
- 有明海 私の抒情空間 木耳社 1971
- 小さな修羅 大和書房 1972
- 松永伍一著作集 全6巻 法政大学出版局 1972－75
- 平家伝説 中公新書 1973
- 絶望の天使たち 芸術生活社 1974
- 高原の翳り 日本交通公社出版事業局 1974
- 純白の逆説 あるいは花の呪詞 花曜社 1974
- 農民詩紀行 昭和史に刻む情念と行動　日本放送出版協会・NHKブックス 1974
- ふるさと考 講談社現代新書 1975
- 鮮烈な黄昏 大和書房 1975
- 割礼 詩集 国文社 1976
- 子守唄の人生 中公新書 1976
- 土俗の構図 河出書房新社 1977
- 私のフィレンツェ 講談社文庫 1977
- 悪魔と美少年 旺文社文庫 1977
- 松永伍一対談集 家の光協会 1978
- 天正の虹 講談社 1978
- にっぽん母物語 冬樹社 1978
- 水に聴く 花曜社 1978
- 旅のロマネスク 朝日新聞社 1979
- 青木繁 その愛と放浪 日本放送出版協会・NHKブックス 1979
- 日付のない暦 弥生書房 1979
- 北原白秋 その青春と風土 日本放送出版協会・NHKブックス 1981
- 油屋のジョン 少年詩集 理論社 1981
- 夢をポケットにいれて 詩集 花曜社 1981
- 聖性の鏡 イコン紀行 平凡社 1981
- 供華の旅 文化出版局 1982
- 少年 良太の橋 理論社 1982
- 落人伝説の里 角川選書 1982
- 少女伝説 短歌 朱韻館 1982
- 聖茎伝説 短歌　朱韻館 1982
- 松永伍一詩集 土曜美術社 1983
- 母たちの肖像 潮出版社 1984
- ペトロ岐部 追放・潜入・殉教の道 中公新書 1984
- 旅びと ペトロ岐部の一生 偕成社 1984
- 生きること書くこと(わが青春譜) 佼成出版社 1984
- 縄文杉の夢 ぽえじい日本紀行 八重岳書房 1985
- 有縁のきずな 佼成出版社 1985
- いのちの共鳴り 佼成出版社 1985
- 実朝游魂 中央公論社 1985
- 星の降る国へ 佼成出版社 1985
- 火の十字架 ぽえじい日本紀行 2　八重岳書房 1985
- まぼろしの天使 天草四郎 偕成社 1986
- 虹いろの馬車 伊東マンショと少年寒吉の物語　偕成社 1987
- 川上音二郎 近代劇・破天荒な夜明け 朝日選書 1988
- 聖地紀行 角川選書 1988
- 松永伍一全景 大和書房 1988
- 魔法のバテレン 金鍔次兵衛物語 偕成社, 1989
- 西行幻想 佼成出版社 1989
- デッサンを読む 美術世界 1989
- いのちの句読点 アートダイジェスト 1989
- 蝶は還らず プリマ・ドンナ喜波貞子を追って 毎日新聞社 1990
- マザー ファラオ企画 1991
- 信濃の聖西仏謎の生涯 信濃毎日新聞社 1991
- 遥かなるローマ 少年使節の旅 女子パウロ会 1992
- 花明りの路 三月書房 1993
- 散歩学のすすめ 講談社 1993
- 日本人の別れ 講談社 1994
- 光の誘惑 わが聖地行 紀伊国屋書店 1994
- 夢時計 アートダイジェスト 1995
- 老いを光らせるために 大和書房 1996
- 風の神話 詩画集 不忍画廊 1996
- お元気ですか ファラオ企画 1997
- 語りの贅沢 対談集 三月書房 1997
- ローマン・グラス 京都書院 1997
- フィレンツェからの手紙 丸善ライブラリー 1998
- 老いの品格 大和書房 1998
- ヴェネツィアー水都逍遥 京都書院 1998
- 鳥の夢 玲風書房 1998
- 金の人生銀の人生 毎日がいきいきと楽しくなる 祥伝社 2000
- 快老のスタイル 大和書房 2000
- 感動の瞬間 ひとはそこから歩きはじめる 大和書房 2001
- モンマルトルの枯葉 名画にまつわる三十一の短編小説 アートヴィレッジ 2001
- 縁ありて人生たのし 私が光をもらった人びと ウェッジ 2002
- 懐かしい日本語 読むほどに味が出る40の言葉 大和書房 2002
- 随筆玉手箱 三月書房 2003
- 人は言葉に癒され、言葉に励まされる PHP研究所 2006
- 讃歌 美に殉じた人びとへ 玲風書房 2006
- 老いの美徳 美に殉じた人びとへ 大和書房 2007

## 編纂・共著
- 近代民衆の記録 1 農民（編） 新人物往来社 1972
- 肉の鏡 詩画集、大島哲以共著 花曜社 1974
- 講座農を生きる 5 歴史をふまえて 主体性と農民（編）三一書房 1975
  - 紀行対談 日本への逆回帰 五木寛之
- 1 帰りなんいざ…  講談社 1975
- 2 故郷まとめて… 講談社 1977 「日本幻想紀行」講談社文庫
- 風よついて来い 対談集 米倉斉加年 小学館 1983